# Creon hypatada
Creon hypatada är en fjärilsart som beskrevs av Moore 1857. Creon hypatada ingår i släktet Creon och familjen juvelvingar. Inga underarter finns listade i Catalogue of Life.